# Chalcosyrphus elegans
Chalcosyrphus elegans är en tvåvingeart som beskrevs av Heikki Hippa 1985. Chalcosyrphus elegans ingår i släktet mulmblomflugor, och familjen blomflugor.
Artens utbredningsområde är Myanmar. Inga underarter finns listade i Catalogue of Life.